# Chelonus risorius
Chelonus risorius är en stekelart som beskrevs av Henry J. Reinhard 1867. Chelonus risorius ingår i släktet Chelonus och familjen bracksteklar. Inga underarter finns listade i Catalogue of Life.